# Dusičnan terbitý
Dusičnan terbitý je anorganická sloučenina se vzorcem Tb(NO3)3.

## Příprava
Dusičnan terbitý vzniká spolu s vodou při rozpouštění oxidu nebo hydroxidu terbitého v kyselině dusičné:
Tb2O3 + 6 HNO3 → 2 Tb(NO3)3 + 3 H2O
Tb(OH)3 + 3 HNO3 → Tb(NO3)3 + 3 H2O
Výsledný roztok může být pečlivě odpařen, čímž se získá hydratovaný dusičnan terbitý, nejčastěji jako hexahydrát.

## Vlastnosti
Hydrát dusičnanu terbitého se rozkládá teplem za vzniku TbONO3, který se poté zahřívá za vzniku oxidu terbito-terbičitého.